# Sportvilág
A Sport-Világ című hetilap 1893-tól 1914-ig jelent meg, szerkesztője és tulajdonosa Balogh Hugó volt.

## Történeti áttekintés
A XIX. század végén megjelenő lapok közül egyre több kezdett foglalkozni a sportolás, a szabadidő eltöltésének hasznos formáinak bemutatásával. A kiadók, a lapok közötti versenyláz egy frissen szerkesztett, valóságos sporthírlapot kívánt, egy boulevard-lapot. Ilyennel állt elő a fiatal sportoló gárda 1893 végén. A Sport-Világ, vagy Sport Világ lap megnevezése életének idején, rövidebb, hosszabb időközönként, hasonlóan más sajtótermékekhez változott. Megindult a Sportvilág, ami egyre több információt szolgáltatott sportközönségének. Sokkal kevesebb volt benne az irodalom, egyre több a riport. A lap a hír továbbításának gyorsaságára épített, és ezzel győzött (pl. a Herkules felett). A korszak végére vezető sportlappá nőtte ki magát. Helyzete a torna és atlétika korabeli versenyében az atlétika felé húzott, ezt annál inkább megtehette, mert a közvélemény is ebbe az irányba tolta. A sokoldalú és versenyekben dúskáló atlétikának mindenkor több az eseménye, mint a kötött formák közt mozgó tornának. A lap, viszonylag kevés megjelent száma ellenére sokat segített a labdarúgás – és egyéb sportágak – kibontakozásához.
1895-ben megjelenő egyik számában olvasható, hogy szerkesztő és laptulajdonos Balogh Hugó, főmunkatárs Tatics Péter, kiadótulajdonos Stobbe Ferenc. Későbbi lapszámban az olvasható, hogy felelős szerkesztő Balogh Hugó, kiadótulajdonos a Sportvilág Kiadó Társaság, akit Iszer Károly képvisel. 1986-ban a lap végén felelős szerkesztőként Füzesséry Árpád szerepel.
A Sportvilág alakja folio - Nyomdai betűk osztályozása, a latin betűs írások esetén a betűosztályozás módja. Folio: 6.0.0.0. Lineáris szerkesztett talp nélküli betű. -, mérete egy nagyobb könyv (pl. lexikon) méretével megegyező, megjelenik havonként 3-4 alkalommal. Papírosa zöld árnyalatú. Képeket – autotipia: fotó átalakítása nyomdai formára - csak a század vége felé hoz, melyeket kielégítő sikerrel nyom. Hirdetésekre – a lap költségeinek fedezetére - nagy súlyt fektet. A hirdetések alkalmazása újítás számba ment. A hirdetésekkel eltért a szokásos könyvszerűségtől. Megjelenésének kevés ismétlődését a könyvszerűségtől való eltéréssel magyarázzák.